# Gerard Ruymen
Corneel Gerard Maria (Gerard) Ruymen (Antwerpen, 23 december 1914) was een Belgisch altviolist.
Hij was zoon van Josephus Catharina Michael Ruymen en Anna Ludovica Boden. Hijzelf was getrouwd met pianiste Frida Pey met wie hij ook een muzikaal duo vormde met onder andere een optreden in Stedelijk Museum Amsterdam in 1959. Zoon Patrick Ruymen werd altviolist en dichter.
Hij kreeg zijn opleiding aan conservatoria in Napels, Koninklijk Vlaams Conservatorium in Antwerpen en het Koninklijk Conservatorium Brussel. Aan het Antwerps conservatorium behaalde hij eerste prijzen in altviool (1934) en harmonieleer (1836) en in Brussel het hoger diploma altviool (1938). Hij was altviolist in gerenommeerde Belgische symfonieorkesten, zoals dat van de NIR (1936-1947), de Philharmonie van Antwerpen en het Nationaal Orkest van België (vanaf 1952). Hij was ondertussen ook kamermusicus; hij was deelnemer aan het Amsterdams strijkkwartet (1947-1952, woonde tussen 1948 en 1950 in de P.C. Hooftstraat 126) en Kölner Streichquartett (1951-1952), deels opvolger van het kwartet in Amsterdam.
Hij was voorts een belangrijk pedagoog op de altviool; vanaf 1946 was hij docent aan het Vlaams Conservatorium en vanaf 1977 ook aan het Brussels Conservatorium. Een van zijn leerlingen was Marc Tooten, een collega was Victor Legley. In 1980 ging hij met pensioen en trok naar Italië. Hij was vooral bekend vanwege zijn uitvoeringen van modern repertoire. 
Hij liet slechts enkele opnamen na.